# Argyrolepidia similis
Argyrolepidia similis är en fjärilsart som beskrevs av Gustaaf Hulstaert 1923. Argyrolepidia similis ingår i släktet Argyrolepidia och familjen nattflyn. Inga underarter finns listade i Catalogue of Life.